# Контрада Сант'Елија (Бари)
Контрада Сант'Елија (итал. Contrada Sant'Elia) је насеље у Италији у округу Бари, региону Апулија.
Према процени из 2011. у насељу је живело 212 становника. Насеље се налази на надморској висини од 385 м.